# Август Фридрих I фон Бисмарк
Август Фридрих I фон Бисмарк (на немски: August Friedrich I. von Bismarck; * 2 април 1695, Шьонхаузен; † 23 май 1742 при Часлав в Чехия) е благородник от линията „Бисмарк-Шьонхаузен“ от род фон Бисмарк в Алтмарк, Саксония-Анхалт, господар на Ярхлин, Книпхоф, Кюлц и Шмелцдорф (Западнопоморско войводство), кралски пруски полковник в полк „Ансбах-Байройт“. Той е прадядо на канцлер Ото фон Бисмарк.
Той е най-големият син на Август II фон Бисмарк (1666 – 1732) и съпругата му Доротея София фон Кате (1669 – 1719), дъщеря на Мориц Ханс фон Кате/Ханс фон Кате (1633 – 1684) и Доротея фон Вицлебен (1639 – 1671).
Август Фридрих I фон Бисмарк умира на 23 май 1742 г. на 47 години при Часлав в Чехия от раните си в битката при Кутенберг/Кутна Хора в Силезия/Чехия на 17 май 1742 г. Погребан е в Швайдниц, Кирххоф при „църквата Драйфалтигкайт“.

## Фамилия
Август Фридрих I фон Бисмарк се жени 1724 г. в Хофелде при Рогов за Стефани Шарлота фон Девиц (* 26 декември 1706, Хофелде; † 7 декември 1735, Голнов), дъщеря на пруския съветник полковник-лейтенант Стефан Берндт фон Девиц (1672 – 1728) и Луиза Фридерика Емилия фон Цитен († 1760). Те имат седем деца, между тях:
- Бернд Август фон Бисмарк (* 16 юни 1725, Хофелде; † 27 юни 1758), хауптман в Ярхелин, Кюлц, Книпхоф и Шмелцдорф, женен I. 1752 г. за Йохана Елизабет фон Щайнвер († 31 януари 1756, Книпхоф); имат 3 деца, II. на 11 август 1757 г. в Щетин за Тесина Хедвиг фон Плоетц а.д.Х. Краков (* 27 септември 1723; † 27 август 1805)
- Фридрих Вилхелм I фон Бисмарк (* 27 май 1726; † пр. 1742)
- Карл Александер фон Бисмарк (* 26 август 1727, Голнов; † 19 септември 1797, Шьонхаузен), господар на (половин) Шьонхаузен, Фишбецк, Уенглинген, Шьонебек и Биндфелде, кралски пруски ритмайстер, наследява имението Уенглинген от чичо си Карл Лудолф фон Бисмарк; женен на 5 март 1762 г. във Вербен в Шпреевалд (при Котбус) за Кристиана фон Шьонфелд (* 25 декември 1741; † 22 октомври 1772), дъщеря на Ханс Ернст фон Шьофелд; имат 7 деца; Той е дядо на канцлер Ото фон Бисмарк
- Ернст Фридрих фон Бисмарк (* 5 ноември 1728; † 18 септември 1775), ритмайстер и дворцов хауптман в Берлин

Август Фридрих I фон Бисмарк се жени втори път на 3 ноември 1738 в Шьонхаузен за Фридерика Шарлота фон Тресков (* 24 декември 1722, Нойермарк; † 26 юни 1785, Берлин), дъщеря на фелдмаршал-лейтенент Адам Фридрих фон Тресков (1667 – 1732) Шарлота Вилхелмина фон Вацдорф а.д.Х. Шлосберг. Те имат четири деца (2 сина и 2 дъщери).

## Галерия
- Дворец Шьонхаузен I., родната къща на Ото фон Бисмарк (1958 съборен от ГДР)
- Дворец Шьонхаузен II. (запазен)
- Дворец Книпхоф
- Дворец Кюлц (Кулице)